# 帕爾克萊費夫雷

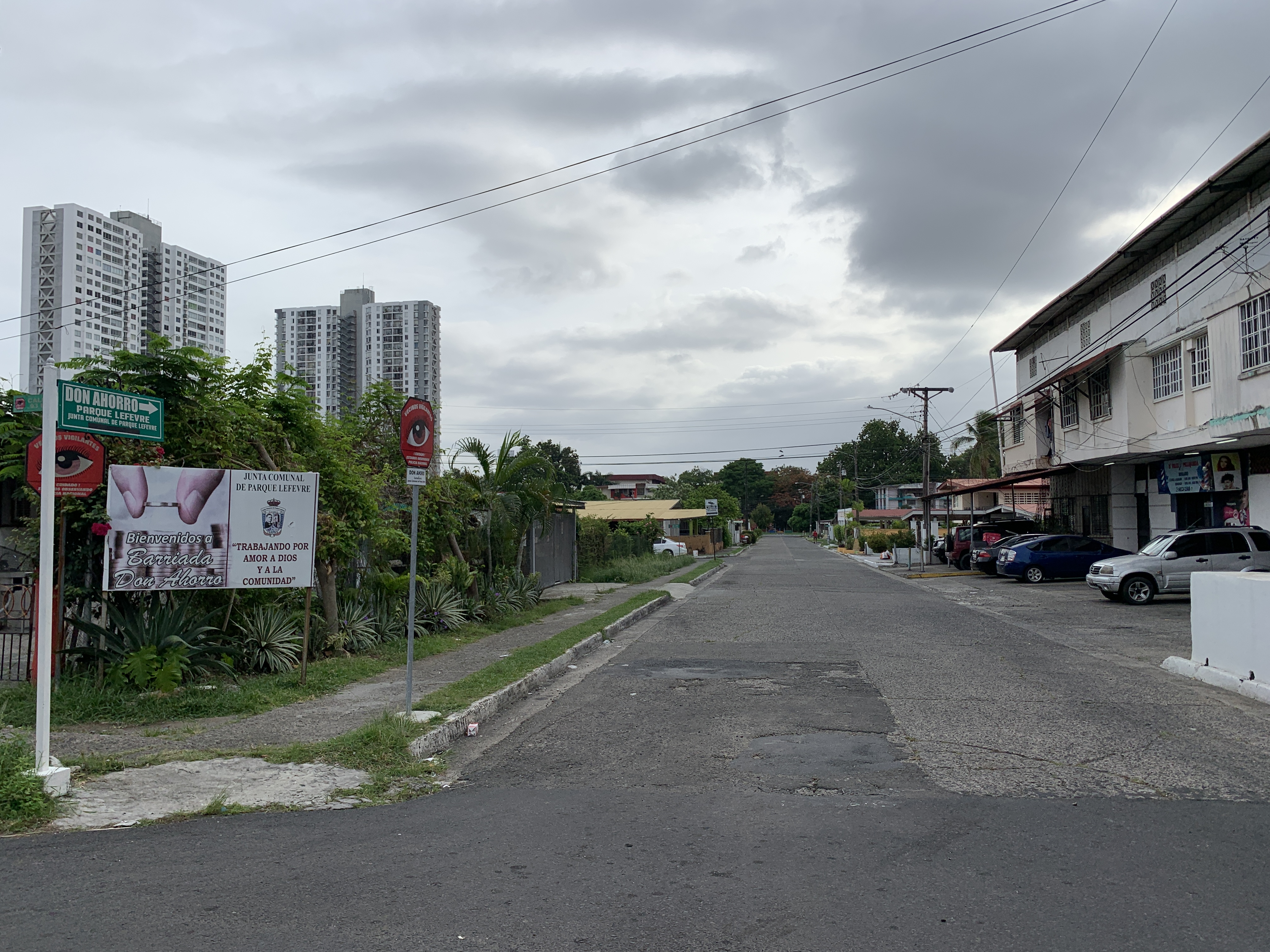
帕爾克萊費夫雷

帕爾克萊費夫雷（西班牙語：Parque Lefevre），是巴拿馬的城鎮，位於該國中東部，由巴拿馬省的巴拿馬區負責管轄，面積6.2平方公里，2010年人口36,997，人口密度每平方公里5,967.3人。